# Marie Dubois (résistante)
Pour les articles homonymes, voir Marie Dubois (homonymie) et Dubois.
Ne doit pas être confondu avec Marie Dubois (résistante, 1890-1943).
Marie Dubois, née le 14 octobre 1915 à Saint-Coulomb (France) et morte en déportation le 8 avril 1945 à Mauthausen, est une militante communiste et résistante française. Agent de liaison, investie de missions de confiance, elle est arrêtée en possession de documents compromettants. Première résistante condamnée à mort, sa peine est commuée en déportation. Elle meurt au camp de concentration de Mauthausen.

## Biographie
Marie Eugénie Treux naît à Saint-Coulomb en Ille-et-Vilaine, en Bretagne, le 14 octobre 1915. Elle devient serveuse. Elle épouse Robert Dubois, charpentier en fer, à Mantes-Gassicourt en juillet 1934, et s'établit à Paris, dans le 12e arrondissement. Elle a deux enfants, nés en 1935 et 1937.

### Engagement communiste
Marie Dubois est militante communiste ; lorsque le parti est mis hors-la-loi, elle confie ses enfants à ses parents et participe à la vie clandestine du parti, comme agent de liaison de la direction clandestine. Elle est décrite alors comme « une petite Bretonne, brune aux yeux bleus, d’une joliesse simple et vive ».

### Résistance
Lors de l'Occupation allemande, elle fait partie de la Résistance, comme prolongement naturel de son militantisme. Elle accepte la mission qui lui est confiée par Mounette Dutilleul, et qui consiste à conserver chez elle une des cassettes composant le trésor de guerre communiste,. Malgré son dénuement extrême, elle n'utilise pas un sou de ce qui lui est confié, préférant se priver de nourriture,. Elle restitue la cassette à Mounette Dutilleul en décembre 1939.
Elle transfère des fonds avec Mounette Dutilleul en juin 1940 jusqu'à Bordeaux où elles retrouvent Charles Tillon. Les deux femmes achètent une maison, prennent des contacts et cherchent à établir une imprimerie clandestine. Elles retrouvent et établissent des liaisons avec différents cadres du parti, ainsi qu'avec des communistes espagnols et des membres des Brigades internationales.
Elles se rendent ensuite à Limoges à bicyclette. Marie Dubois s'établit dans la ville pour y constituer une « plaque tournante ».

### Arrestation
Mais elle commet une grosse erreur le 13 septembre 1941, lourde de conséquences pour le réseau : alors qu'elle est en possession de documents compromettants et d'une importante somme d'argent, elle effectue un vol à l'étalage dans un grand magasin. Elle est arrêtée par la police française. Le vol est classé sans suite et elle garde le silence pendant les interrogatoires, mais la forte somme dont elle ne peut justifier la provenance et les documents trouvés sur elle la confondent. De plus, ces documents entraînent des perquisitions qui provoquent d'autres arrestations.

### Condamnation à mort, déportation
Traduite devant le tribunal militaire allemand, Marie Dubois est condamnée à mort le 22 décembre 1941. Elle est la première femme résistante condamnée à mort,.
Sa peine est commuée en peine de déportation. Elle est déportée le 17 novembre 1942 vers l'Allemagne, où elle est d'abord incarcérée à Lübeck. Classée « Nuit et brouillard », elle est emmenée au camp de concentration de Ravensbrück puis à celui de Mauthausen,. Elle meurt à Mauthausen le 8 avril 1945, sans savoir que son mari est déjà mort en déportation un an auparavant. Ses deux enfants sont pris en charge par l'orphelinat Avenir social, de la CGT.